# Gold Canyon
A Gold Canyon a kaliforniai Alleghanytól néhány mérföldre délre található, Sierra és Nevada határán. A Yuba folyó középső ága átfolyik a kanyonon.Az  aranybányászat már az 1850-es évek óta folyik a kanyonban, a mai napig. Három nagy aranybánya található itt: a német bánya, az aranykanyon bánya és a függetlenség bányája.
1859-ben kitiltották a kínai bányászokat, amikor 50 kínai bányász 35 000 $-nak megfelelő értékű aranyat vitt el. Ezt az intézkedést máshol is átvették, és előrevetítette William Morris Stewart szenátor 1866-os amerikai bányászati törvényét, amely megtiltotta a kínai munkásoknak, hogy a bányászszakmában helyezkedjenek el.
Mielőtt áramot vezettek volna a környékre, a közeli Plumbago bánya erőművet épített a folyón, a mai híd mellett. Körülbelül egy mérfölddel arrébb a folyón egy gátat is építettek, amely 90 cm magas volt, és nagy nyomású vizet biztosított az erőműnek.
Amint áramot vezettek a területre, az erőművet kikapcsolták és lebontották a faanyag (vörösfenyő) felhasználása miatt. 1926-ban William Whore a fából három kabint épített. Ebből kettő ma is megmaradt, de a harmadik 1949-ben leégett. A folyón, a régi erőmű telephelyétől nyugatra kiterjedt vontatóköteles kotrást is végeztek. A kövek hatalmas kupacai maradtak a folyó déli partján.
A Gold Canyon ma is aktív a placer és nehézkőzetek kibányászása okán. A Plumbago Mine például még 2006-ban is működött.